# Snidex
Snidex är ett svenskt företag i Burträsk, Skellefteå kommun som tillverkar fönster. Företaget grundades 1918 under namnet V. o Karl Dahlqvist Snickeriverkstad. Det har tidigare ägts av bland annat SSC och Dovista. 

## Historia
Företaget grundades 1918 av Viktor Dahlqvist, Karl Dahlqvist och Isak Lundmark, då under namnet V. o Karl Dahlqvist Snickeriverkstad.
På 1930-talet brann den ursprungliga fabriken ned. En ny byggdes upp och fabriken ligger fortfarande på samma plats som när den återuppbyggdes.
Företaget såldes senare till Skellefteå snickericentral (SSC) varefter Snidex växte kraftigt under 1970- och 1980-talen. Finanskrisen i Sverige 1990–1994 ledde dock till att företaget under 1990-talet gick dåligt. Detta ledde både till att antalet produkter minskades och till att 51 av 130 anställda sades upp. År 2004 såldes företaget till Dan Johansson som ledde Snidex tillbaka in i SSC-gruppen.
Johansson sålde hälften av bolaget till den danska fönster- och dörrkoncernen Dovista 2008. Då omsatte bolaget 103 miljoner kronor och hade 85 anställda. Den 1 januari 2011 köpte Dovista ut Johansson och blev således ensamma ägare. Året därpå hade både omsättning och antal anställda ökat sedan 2008 och uppgick till 125 miljoner kronor per år och cirka 90 anställda. Samma år satsade Snidex på en egen marknadsavdelning och företaget togs därför ut från SSC:s medlemslista.
År 2020 sålde Dovista företaget vidare till NPB Invest. Affärstidningen Näringsliv skrev 2023 att "Snidex är ett av få tillverkande företag som lyckats behålla i stort sett hela värdekedjan lokalt. Företaget står fortfarande för en stor del av tillverkningskedjan för trä- och aluminiumfönster [...]".